# Elecciones estatales de Chihuahua de 2021
Las elecciones estatales de Chihuahua de 2021 se llevaron a cabo el domingo 6 de junio de 2021, y en ellas se renovaron los siguientes cargos de elección popular:
- Gobernador de Chihuahua. Titular del Poder Ejecutivo del estado, electo para un periodo de seis años no reelegible en ningún caso. La candidata electa fue María Eugenia Campos Galván.
- 33 Diputados del Congreso del Estado. 22 electos por mayoría relativa en cada uno de los Distrito Electorales y 11 electos por el principio de representación proporcional mediante un sistema de lista para un periodo de tres años con posibilidad de reelección para el periodo inmediato.
- 67 ayuntamientos. Compuestos por un Presidente Municipal y regidores, electos para un periodo de tres años con posibilidad de reelección para el periodo inmediato.
- 67 Síndicos. Encargados de la fiscalización de los Ayuntamientos.

## Organización

### Partidos políticos
En las elecciones estatales tuvieron derecho a participar once partidos políticos. Diez fueron los partidos políticos con registro nacional: Partido Acción Nacional (PAN), Partido Revolucionario Institucional (PRI), Partido de la Revolución Democrática (PRD), Partido del Trabajo (PT), Partido Verde Ecologista de México (PVEM), Movimiento Ciudadano (MC), Movimiento Regeneración Nacional (MORENA), Partido Encuentro Solidario (PES), Fuerza por México (FPM) y Redes Sociales Progresistas (RSP). Y además el partido político estatal Nueva Alianza Chihuahua.

### Proceso electoral
La campaña electoral para la gubernatura inició el 4 de abril de 2021, mientras que las campañas para las diputaciones y alcaldías iniciaron el 29 de abril. El periodo de campañas concluyó el 2 de junio. La votación se celebró el 6 de junio de 2021, de las 8 de la mañana a las 6 de la tarde, en simultáneo con las elecciones federales.

## Precandidaturas y elecciones internas

### Partido Acción Nacional
En noviembre de 2019, el senador por Chihuahua, Gustavo Madero comentó en entrevista para la agencia Notimex que estaba interesado en ser candidato a gobernador por el PAN.
El 13 de diciembre de 2019, la presidenta del Comité Directivo Estatal del PAN, Rocío Reza Gallegos anunció que tendría una serie de reuniones con un grupo de miembros de su partido, que sonaban como posibles precandidatos a la gubernatura, entre quienes se hallaban Fernando Álvarez Monje, María Eugenia Campos Galván, Gustavo Madero Muñoz y Mario Mata Carrasco así como el secretario de gobierno Luis Fernando Mesta Soulé. La primera reunión se dio ese mismo día.
El 20 de enero de 2020, la alcaldesa de Chihuahua, Maru Campos en atención a medios de comunicación comentó que "por su puesto que vamos por la gubernatura" en alusión a la posible búsqueda de la candidatura de su partido a la gubernatura del estado.
El 2 de marzo de 2020, en visita en Chihuahua, el presidente nacional del PAN, Marko Cortés Mendoza, mencionó que el candidato del PAN a gobernador sería designado en caso de que el partido decidiera ir en coalición con otros partidos y que en caso de ir solo el candidato podría ser elegido mediante una elección interna.
Para el 2 de noviembre de 2020, el exalcalde de Chihuahua y director de la Comisión Estatal de Suelo y Vivienda de Chihuahua, Carlos Borruel Baquera manifestó su interés en ser de nueva cuenta candidato del PAN a la gubernatura del estado.
El 24 de noviembre de 2020 la alcaldesa de Chihuahua, Maru Campos denunció que la Fiscalía Anticorrupción del estado de Chihuahua le investigaba buscando involucrarla con el pago ilegal de dinero público por parte del exgobernador priista, César Duarte Jáquez como parte de una "persecución política" de parte del gobernador Javier Corral Jurado a quien también acusó de querer imponer así al senador Gustavo Madero como candidato del PAN a la gubernatura.
Para el 27 de noviembre de 2020, el senador Gustavo Madero anunció que había solicitado licencia a partir del 4 de diciembre a su cargo como senador para buscar la candidatura del PAN a la gubernatura de Chihuahua. Por su parte, el 4 de diciembre el director de la Comisión Estatal de Vivienda de Chihuahua, Carlos Borruel Baquera hizo lo propio al renunciar a su cargo para buscar la candidatura del PAN.
El 8 de diciembre de 2020 la Comisión Organizadora Electoral del Partido Acción Nacional lanzó la convocatoria para la selección del candidato a la gubernatura de Chihuahua, la cual solicitaba entre otras cosas la firma de por lo menos 876 militantes por aspirante y a su vez estipulaba que la selección del candidato sería mediante una elección cerrada a los militantes del partido en el estado a realizarse el 24 de enero de 2021.
Para el 11 de diciembre, Gustavo Madero se registró como precandidato a la gubernatura del estado por el PAN, mientras que Maru Campos hizo lo propio el 13 de diciembre y Carlos Borruel el 18 de diciembre de 2020.
Para el 23 de diciembre la dirigencia estatal del PAN firmó un acuerdo de coalición con la dirigencia nacional del PRD, mediante la cual postularían al mismo candidato a la gubernatura al que llamaron "Nos une Chihuahua" así mismo, el 27 de diciembre la Comisión Estatal Organizadora del PAN definió que quedaban aprobados los registros como precandidatos de Maru Campos y Gustavo Madero mientras que rechazaba el de Carlos Borruel.
El 2 de enero de 2021 el Instituto Estatal Electoral de Chihuahua autorizó el convenio de coalición del PAN con el PRD. Ese mismo día, la alcaldesa Maru Campos solicitó licencia a su cargo como presidenta municipal de Chihuahua.
El 3 de enero de 2021, ambos precandidatos iniciaron campaña, Campos Galván en Ciudad Juárez y Madero Muñoz en la ciudad de Chihuahua.
En las elecciones del 24 de enero la alcaldesa con licencia María Eugenia Campos Galván resultó elegida como candidata a gobernara luego de vencer al senador con licencia Gustavo Madero Muñoz en la elección interna.
|  | 61.92 % |

|  | 37.46 % |

|  | 99.38 % |

|  | 0.62 % |

|  | 86.50 % |

|  | 13.50 % |

Finalmente, Campos Galván se registró como candidata a gobernadora por el PAN y el PRD el 15 de marzo de 2021.

### Partido Revolucionario Institucional
Para el 17 de mayo de 2020, el presidente estatal del PRI, Omar Bazán Flores en entrevista para el programa "En Serio" del Canal 44 El Canal de las Noticias, anunció que estaba interesado en buscar la candidatura de su partido siempre y cuando no fuera también pretendida por Graciela Ortiz González de quién comentó que sí optaba por buscar la candidatura la apoyaría.
En agosto de 2020, el presidente municipal de Guachochi, Hugo Aguirre García comentó en entrevista para El Sol de Parral que buscaría ser candidato del PRI al gobierno de Chihuahua.
El 31 de octubre de 2020, algunos aspirantes a la candidatura a gobernador por el PRI, entre ellos Hugo Aguirre García, Alejandro Cano Ricaud y Juan Antonio Meléndez pidieron al presidente estatal del partido, Omar Bazán Flores un "piso parejo" para la resolución de la candidatura mediante la impugnación del procedimiento para la postulación de la candidatura a gobernador 2021-2027, “por estar plagada de irregularidades”.
A principios de noviembre de 2020, Héctor Murguía Lardizábal, exalcalde de Ciudad Juárez comentó en diversas entrevistas para medios de comunicación que el candidato del PRI a la gubernatura de Chihuahua debería tener experiencia como presidente municipal en referencia a sus propias aspiraciones.
El 29 de noviembre en entrevista para el programa "En Serio" de Canal 44 El Canal de las Noticias, Graciela Ortiz González comentó que Chihuahua estaba listo para tener una gobernadora y que su definición de participar o no, no tendría que ver con la resolución dictda por el Instituto Nacional Electoral en relación con la paridad de género en las candidaturas a las gubernaturas. Para el 5 de diciembre de 2020 el presidente municipal de Guachochi, Hugo Aguirre García solicitó licencia a su cargo para buscar la candidatura del PRI a la gubernatura del estado.
Hacia el 23 de diciembre, el Comité Directivo Estatal del PRI registró un acuerdo de coalición parcial con la dirigencia estatal del PRD ante el Instituto Estatal Electoral de Chihuahua. Para el 28 de diciembre de 2020 la dirigencia estatal del PRI anunció que su partido postularía a una mujer a la gubernatura del estado.
El 2 de enero de 2021 el Instituto Estatal Electoral de Chihuahua negó el registro de la coalición entre el PRI y el PRD debido a que los estatutos del PRD no le permiten a las dirigencias estatales celebrar acuerdos de coalición.
El 20 de enero de 2021 la exsenadora Graciela Ortiz González se registró como precandidata única del PRI a la gubernatura del estado.
El 26 de mayo de 2021 Graciela Ortiz González declinó su candidatura en favor de María Eugenia Campos Galván y también se sumó a la campaña de María Eugenia Campos Galván.

### Partido de la Revolución Democrática
El 23 de junio de 2020 el dirigente estatal del PRD en Chihuahua, Pavel Aguilar Raynal anunció que estaba interesado y que buscaría la candidatura de su partido a la gubernatura en las elecciones del siguiente año.
El 23 de octubre de 2020, el presidente nacional del PRD, Jesús Zambrano Grijalva sostuvo una reunión con la alcaldesa de Chihuahua, María Eugenia Campos Galván de la que comentó que sería una "excelente gobernadora" de Chihuahua.
El 11 de diciembre de 2020 Pavel Aguilar se registró como precandidato a la gubernatura por el PRD.
A mediados de diciembre de 2020 la dirigencia estatal del PRD presentó una intención de coalición con el PRI llamada "Va X Chihuahua" para la candidatura a la gubernatura, mientras que la dirigencia nacional presentó la misma solicitud pero con el PAN bajo el nombre "Nos une Chihuahua", hecho que derivó en un enfrentamiento interno entre ambas dirigencias.
Posteriormente, la dirigencia estatal del PRD anunció que solo podría aliarse con el PAN en caso de que la candidata a la gubernatura fuera mujer debido a la paridad de género impuesta por el INE en las candidaturas a gobernador, hecho que hacía que fuera más fácil una coalición con el PRI que también se vería en la necesidad de postular a una mujer en Chihuahua.
El 2 de enero de 2021 el Instituto Estatal Electoral de Chihuahua negó el registro de la coalición con el PRI debido a que los estatutos del PRD no le permiten a las dirigencias estatales celebrar acuerdos de coalición, mientras que aprobó el registro de la coalición con el PAN para la gubernatura. El 24 de enero el presidente nacional del PRD, Jesús Zambrano Grijalva confirmó que la candidata del PRD a la gubernatura de Chihuahua sería la alcaldesa de Chihuahua, María Eugenia Campos Galván luego de que esta ganara el proceso la elección interna del PAN al senador Gustavo Madero Muñoz.
Finalmente, Campos Galván se registró como candidata a gobernadora por el PAN y el PRD el 15 de marzo de 2021.

### Partido del Trabajo
El Partido del Trabajo firmó el 20 de diciembre de 2020 un acuerdo de coalición con Morena y Nueva Alianza llamada "Juntos Haremos Historia en Chihuahua" lo que se tradujo en que su candidato a la gubernatura sería el exdelegado de programas federales en Chihuahua, Juan Carlos Loera de la Rosa. La alianza fue aprobada por el Instituto Estatal Electoral de Chihuahua el 2 de enero de 2021.

### Partido Verde Ecologista de México
El 30 de diciembre de 2020 la dirigente estatal del Partido Verde en Chihuahua, María Ávila Serna confirmó que su partido no realizaría coaliciones con otros partidos políticos para la elección de 2021, dando incluso la posibilidad de que se registren para la gubernatura actores que no hayan sido postulados por otros partidos políticos. El 18 de febrero el partido designó como su candidato para la gubernatura a Misael Máynez Cano, diputado del Congreso del Estado de Chihuahua.
El 27 de febrero la presidenta nacional del Partido Verde, Karen Castrejón Trujillo junto a la dirigente estatal María Ávila Serna anunciaron que su candidata sería Brenda Ríos Prieto que se registró como candidata el 16 de marzo de 2021.

### Movimiento Ciudadano
El 19 de diciembre de 2020, el presidente municipal de Hidalgo del Parral, Alfredo Lozoya Santillán se registró como precandidato único a la gubernatura por Movimiento Ciudadano, y para el 23 de diciembre, el partido confirmó que no iría en coalición pues no registró ningún acuerdo de coalición con algún otro partido.

### Movimiento Regeneración Nacional
El 22 de enero de 2020, en entrevista en el programa "No le cambie" conducido Juan Enrique López para Antena 102.5 FM, el senador Cruz Pérez Cuéllar anunció que era su intención buscar ser candidato de Morena a la gubernatura de Chihuahua.
El 26 de enero de 2020, en una reunión con integrantes de la A.C. Redes Ciudadanas el consejero independiente de Petróleos Mexicanos, Rafael Espino de la Peña comentó que “creo que estoy en una posición y tengo una formación académica y profesional que puede ser útil para enfrentar los problemas de la entidad, pero para los destapes también hay reglas, claro que me interesa participar” en referencia a la elección de 2021.
El 12 de abril de 2020 en entrevista para el programa "En Serio" del Canal 44 El Canal de las Noticias, el primer dirigente estatal de Morena en Chihuahua, Víctor Quintana Silveyra anunció que estaba interesado en ser candidato a gobernador por Morena y que esperaba en su momento cumplir con los requisitos. Por otra parte, en la misma entrevista aseguró que no le afectaba haber sido secretario de desarrollo social en la administración del panista Javier Corral Jurado.
Para el 11 de junio de 2020 en rueda de prensa en Ciudad Juárez la diputada federal suplente, Carmen Almeida Navarro anunció su interés en contender por la candidatura a la gubernatura por Morena.
A mediados de octubre de 2020 los diputados federales Efraín Rocha Vega, Francisco Villarreal Pasaret, Maité Vargas Meraz y Ulises García Soto anunciaron su respaldo al delegado federal en Chihuahua, Juan Carlos Loera de la Rosa para que renunciara a su puesto y buscara la candidatura a gobernador por Morena.
El 30 de octubre de 2020 el delegado de programas federales en el estado de Chihuahua, Juan Carlos Loera de la Rosa renunció a su puesto en el gobierno federal y anunció que buscaría la candidatura de Morena a la gubernatura de Chihuahua.
Para el 27 de noviembre de 2020 el Comité Ejecutivo Nacional de Morena emitió la convocatoria para el registro de los precandidatos a la gubernatura de Chihuahua, estableciendo que el 5 de diciembre sería la fecha de registro para posteriormente realizar una encuesta que determinaría quien sería candidato en caso de registrarse dos o más precandidatos. Ante esto, el 5 de diciembre se registraron como precandidatos Carmen Almeida Navarro, Bertha Caraveo Camarena, Martin Chaparro Payán, Rafael Espino de la Peña, Juan Carlos Loera de la Rosa, Cruz Pérez Cuéllar, Víctor Quintana Silveyra, y como externo, el presidente municipal de Ciudad Juárez, Héctor Armando Cabada Alvídrez.
El resultado de la encuesta fue dado a conocer el 20 de diciembre por el presidente nacional de Morena, Mario Delgado Carrillo y en ellos se mostró al exdelagado y diputado federal, Juan Carlos Loera de la Rosa como el mejor posicionado, hecho que generó la molestia del senador Cruz Pérez Cuéllar quien decidió impugnar la encuesta y la elección de Loera como candidato.
Ese mismo día, Morena firmó un acuerdo de coalición con el Partido del Trabajo y el local Nueva Alianza Chihuahua denominada "Juntos Haremos Historia en Chihuahua" el cual fue firmado este por América Aguilar Gil del PT, el senador José Ramón Enríquez Herrera, delegado de Morena en Chihuahua y Eduardo Rodríguez Olvera, presidente del Comité Directivo Estatal del partido Nueva Alianza y autorizada por el Instituto Estatal Electoral de Chihuahua el 2 de enero de 2021.

### Nueva Alianza Chihuahua
El partido Nueva Alianza firmó el 20 de diciembre de 2020 un acuerdo de coalición con Morena y el PT llamada "Juntos Haremos Historia en Chihuahua" lo que se tradujo en que su candidato a la gubernatura sería el exdelegado de programas federales en Chihuahua, Juan Carlos Loera de la Rosa. La alianza fue aprobada por el Instituto Estatal Electoral de Chihuahua el 2 de enero de 2021.

### Partido Encuentro Solidario
En marzo de 2021, el PES anunció que su candidato a la gubernatura de Chihuahua Luis Carlos Arrieta Lavenant quien realizó su registro el 17 de marzo de ese año.

### Redes Sociales Progresistas
A finales de noviembre la dirigencia nacional de Redes Sociales Progresistas invitó a la alcaldesa de Chihuahua, Maru Campos a que tomara en cuenta a su partido como plataforma para ser candidata a la gubernatura del estado. Igualmente, a principios de 2021, trascendió que el partido habría invitado al priista Héctor Murguía Lardizábal a ser su candidato a la gubernatura.
El 18 de marzo de 2021 el partido registró a María Eugenia Baeza García como su candidata a la gubernatura de Chihuahua. El 22 de mayo Baeza declinó su candidatura en favor de Maru Campos, candidata de la coalición «Nos une Chihuahua».

### Fuerza por México
El 21 de diciembre de 2020 el partido Fuerza por México presentó a Alejandro Díaz Villalobos como su candidato a la gubernatura de Chihuahua. El 20 de mayo de 2021, durante un debate entre candidatos organizado por el Instituto Estatal Electoral de Chihuahua, Díaz Villalobos declinó su candidatura en favor de María Eugenia Campos, candidata de la coalición «Nos une Chihuahua». Su decisión fue desconocida por el dirigente nacional del partido, Gerardo Islas Maldonado, quien lo acusó de «alta traición». El partido Fuerza por México decidió en su lugar apoyar la candudatura de Juan Carlos Loera de la Rosa, postulado por la coalición Juntos Hacemos Historia.

### Candidaturas independientes
El 21 de noviembre de 2020, el activista Jaime García Chávez anunció que buscaría registrarse como candidato independiente a la gubernatura de Chihuahua, llevando a cabo su registro como aspirante a candidato a principios de diciembre.
Sin embargo, el Instituto Estatal Electoral de Chihuahua le negó el registro por no cumplir los requisitos necesarios aunque se lo devolvió luego de que el Tribunal Estatal Electoral de Chihuahua le ordenara otorgarle el registro, teniendo que recabar poco más de 84 mil firmas entre el 28 de diciembre de 2020 y el 5 de febrero de 2021.
Al llegar el final de plazo para obtener el apoyo ciudadano y al no lograr reunir las firmas necesarias el Instituto Estatal Electoral le negó el registro como candidato a gobernador, sin embargo, ante esta situación García Chávez le solicitó al Instituto la dispensa del apoyo ciudadano debido a, entre otras cosas, la Pandemia de COVID-19 en Chihuahua.

## Encuestas para la gubernatura

### Por partido político
| Encuestadora            | Fecha                    |        |        |        |        | Otro   | Ninguno/No sabe |
| ----------------------- | ------------------------ | ------ | ------ | ------ | ------ | ------ | --------------- |
| Encuestadora            | Fecha                    |        |        |        |        | Otro   | Ninguno/No sabe |
| Campaigns and Elections | noviembre de 2019        | 17%    | 14%    | 24%    | —      | 7%     | 37%             |
| Campaigns and Elections | febrero de 2020          | 21%    | 10%    | 29%    | —      | 9%     | 32%             |
| Demoscopia digital      | 2 de mayo de 2020        | 19.30% | 10.90% | 31.40% | 13.10% | 7.40%  | 17.90%          |
| Analítica media         | 29 de mayo de 2020       | 14.1%  | 16.4%  | 19.2%  | —      | 8.7%   | 41.6%           |
| Campaigns and Elections | junio de 2020            | 35%    | 16%    | 39%    | —      | 10%    | —               |
| Massive Caller          | 16 de julio de 2020      | 21.5%  | 8.4%   | 22.7%  | 15.4%  | 2.8%   | 29.2%           |
| Demoscopia digital      | 1 y 2 de agosto de 2020  | 18.23% | 10.22% | 26.50% | 14.55% | 7.60%  | 22.90%          |
| Elección México         | 1 a 16 de agosto de 2020 | 35%    | 11%    | 26%    | —      | —      | 29%             |
| Campaigns and Elections | 25 de agosto de 2020     | 37%    | 10%    | 21%    | 16%    | —      | 16%             |
| Demoscopia digital      | 4 de octubre de 2020     | 19.32% | 7.22%  | 27.32% | 11.56% | 7.98%  | 26.27%          |
| Demoscopia digital      | 13 de noviembre de 2020  | 22.61% | 8.28%  | 24.85% | 10.12% | 13.56% | 20.58%          |
| El Financiero           | 15 de diciembre de 2020  | 24%    | 13%    | 29%    | —      | 8%     | 26%             |
| Campaigns & Elections   | 19 de enero de 2021      | 41%    | 15%    | 33%    | 4%     | 4%     | 3%              |
| Heraldo Media Group     | 8 de febrero de 2021     | 29.2%  | 8.5%   | 32%    | —      | 15.3 % | 16.9 %          |

### Por candidato
| Encuestadora          | Fecha                 | Campos | Ortiz | Loera  | Lozoya | Otro  | Ninguno/No sabe |
| --------------------- | --------------------- | ------ | ----- | ------ | ------ | ----- | --------------- |
| Encuestadora          | Fecha                 |        |       |        |        | Otro  | Ninguno/No sabe |
| Massive Caller        | 11 de enero de 2021   | 29.9%  | 7.7%  | 23.9%  | —      | 18.4  | 20%             |
| Massive Caller        | 19 de enero de 2021   | 30.8%  | 7.3%  | 24.9%  | 13.7%  | 3.5%  | 19.8%           |
| Massive Caller        | 25 de enero de 2021   | 34.4%  | 8.7%  | 22.2%  | 9.3%   | 4.1%  | 21.3%           |
| Massive Caller        | 1 de febrero de 2021  | 36.3%  | 5.9%  | 22.8%  | 9.6%   | 4.3%  | 21.1%           |
| Campaigns & Elections | 2 de febrero de 2021  | 57%    | 6%    | 17%    | 6%     | —     | 14%             |
| Massive Caller        | 22 de febrero de 2021 | 44.1%  | 5.8%  | 25.9%  | 7.1%   | 4.5%  | 15.6%           |
| Voz y Voto            | 22 de febrero de 2021 | 44.1%  | 11%   | 25%    | 19%    | —     | —               |
| Demoscopia digital    | 26 de febrero de 2021 | 26.1%  | 7.2%  | 22.9%  | 13.7%  | 7.9%  | 21.7%           |
| Arias Consultores     | 27 de febrero de 2021 | 30.9%  | 7.6%  | 26.5%  | 12.4%  | 2.2%  | 20.5%           |
| Campaigns & Elections | 1 de marzo de 2021    | 45%    | 7%    | 32%    | 2%     | 0%    | 12%             |
| Massive Caller        | 1 de marzo de 2021    | 40.2%  | 7.5%  | 25.6%  | 6%     | 4.6%  | 16.1%           |
| Demoscopia digital    | 9 de marzo de 2021    | 25.9%  | 7.7%  | 22.7%  | 6.9%   | 10.7% | 26.1%           |
| Massive Caller        | 15 de marzo de 2021   | 39.0%  | 7.6%  | 23.9%  | 9.3%   | 6.8%  | 13.4%           |
| Demoscopia digital    | 18 de marzo de 2021   | 24.8%  | 8.1%  | 22.7%  | 14.6%  | 8.2%  | 21.6%           |
| Massive Caller        | 21 de marzo de 2021   | 37.1%  | 6.8%  | 26.0%  | 10.0%  | 7.4%  | 12.9%           |
| Facto Métrica         | 24 de marzo de 2021   | 35.0%  | 10.2% | 27.2%  | 7.2%   | 14.3% | 6.1%            |
| Arias Consultores     | 26 de marzo de 2021   | 39.9%  | 10.9% | 32.4%  | 11.0%  | 2.4%  | 3.4%            |
| Demoscopia digital    | 28 de marzo de 2021   | 25.9%  | 8.4%  | 21.3%  | 14.3%  | 7.7%  | 22.4%           |
| Massive Caller        | 28 de marzo de 2021   | 34.4%  | 7.9%  | 30.4%  | 7.3%   | 7.3%  | 12.7%           |
| México Elige          | 30 de marzo de 2021   | 41.4%  | 8.8%  | 24.6%  | 14.5%  | 5.9%  | 4.8%            |
| Campaigns & Elections | 30 de marzo de 2021   | 42%    | 6%    | 33%    | 4%     | —     | 15%             |
| Massive Caller        | 5 de abril del 2021   | 37.9%  | 5.8%  | 26.6%  | 10.2%  | 6.6%  | 12.9%           |
| Heraldo Media Group   | 5 de abril del 2021   | 28.9%  | 9.5%  | 30.4%  | 7.4%   | 8.2%  | 16.2%           |
| Campaigns & Elections | 5 de abril de 2021    | 39%    | 0%    | 32%    | 6%     | 0%    | 23%             |
| El Financiero         | 6 de abril del 2021   | 41%    | 10%   | 39%    | 7%     | 3%    | —               |
| Demoscopia digital    | 7 de abril de 2021    | 24.3%  | 9.2%  | 20.2%  | 13.9%  | 7.7%  | 24.7%           |
| Facto Métrica         | 9 de abril de 2021    | 33.2%  | 9.1%  | 27.6%  | 8.1%   | 14.0% | 8.0%            |
| Campaigns & Elections | 12 de abril de 2021   | 41%    | 2%    | 36%    | 6%     | 0%    | 15%             |
| Massive Caller        | 12 de abril del 2021  | 36.9%  | 4.9%  | 26.8%  | 11.7%  | 8.3%  | 11.4%           |
| Arias Consultores     | 13 de abril de 2021   | 39.7%  | 5.9%  | 34.5%  | 15.6%  | 3.5%  | 0.8%            |
| Demoscopia digital    | 17 de abril de 2021   | 23.9%  | 8.6%  | 20.2%  | 14.4%  | 7.9%  | 22.4%           |
| Massive Caller        | 19 de abril del 2021  | 35.3%  | 5.6%  | 29.4%  | 7.4%   | 9.1%  | 13.2%           |
| Campaigns & Elections | 19 de abril de 2021   | 40%    | 4%    | 34%    | 8%     | 1%    | 13%             |
| Gii360                | 24 de abril del 2021  | 22%    | 4%    | 27%    | 4%     | 4%    | 39%             |
| Massive Caller        | 26 de abril del 2021  | 35.6%  | 5.9%  | 29.7%  | 6.7%   | 10.2% | 11.9%           |
| Campaigns & Elections | 26 de abril de 2021   | 40%    | 1%    | 36%    | 5%     | 3%    | 15%             |
| Massive Caller        | 2 de mayo del 2021    | 32.9%  | 5.2%  | 31.9%  | 11.5%  | 6.8%  | 11.7%           |
| El Financiero         | 3 de mayo de 2021     | 40%    | 9%    | 34%    | 9%     | 8%    | —               |
| Campaign & Elections  | 3 de mayo del 2021    | 37%    | 2%    | 38%    | 8%     | 5%    | 10%             |
| Campaigns & Elections | 11 de mayo del 2021   | 37%    | 4%    | 37%    | 9%     | 4%    | 9%              |
| Demoscopia digital    | 12 de mayo del 2021   | 32.6%  | 4.9%  | 33.2%  | 9.4%   | 7.4%  | 12.5%           |
| Massive Caller        | 12 de mayo del 2021   | 36.6%  | 4.5%  | 33.4%  | 10.3%  | 5.8%  | 9.4%            |
| Campaigns & Elections | 17 de mayo del 2021   | 35%    | 5%    | 37%    | 5%     | 6%    | 12%             |
| Demoscopia Digital    | 17 de mayo del 2021   | 34.1%  | 5.8%  | 35.7%  | 8.2%   | 6.1%  | 10.1%           |
| México Elige          | 17 de mayo del 2021   | 45.4%  | 3.6%  | 27.5%  | 13.8%  | 7.8%  | 1.9%            |
| Latinus-Reforma       | 20 de mayo del 2021   | 38%    | 13%   | 37%    | 10%    | 2%    | —               |
| Demoscopia Digital    | 22 de mayo del 2021   | 32.2%  | 6.7%  | 36.1%  | 7.6%   | 6%    | 11.4%           |
| Campaigns & Elections | 23 de mayo del 2021   | 38%    | 5%    | 42%    | 5%     | 1%    | 9%              |
| Demoscopia Digital    | 24 de mayo del 2021   | 31.9%  | 6.8%  | 36.8%  | 8.7%   | 4.4%  | 11.4%           |
| Massive Caller        | 24 de mayo del 2021   | 39.6%  | 4.6%  | 34.6%  | 7.5%   | 4.8%  | 8.9%            |
| Arias Consultores     | 25 de mayo de 2021    | 39.9%  | 10.9% | 32.4%  | 11.0%  | 2.4%  | 3.4%            |
| Campaigns & Elections | 25 de mayo del 2021   | 38%    | 5%    | 42%    | 5%     | 0%    | 9%              |
| Gii360                | 26 de mayo del 2021   | 32%    | 6%    | 39%    | 9%     | 4%    | 10%             |
| Demoscopia Digital    | 28 de mayo del 2021   | 34.8%  | —     | 39.2%  | 10.1%  | 5.3%  | 10.6%           |
| Heraldo Media Group   | 28 de mayo del 2021   | 35%    | 9.5%  | 36.3%  | 12.6%  | 3.6%  | 3%              |
| Demoscopia Digital    | 30 de mayo del 2021   | 35.1%  | —     | 39.4%  | 9.7%   | 5%    | 10.8%           |
| Campaigns & Elections | 30 de mayo del 2021   | 40%    | 4%    | 40%    | 7%     | 1%    | 8%              |
| El Financiero         | 31 de mayo de 2021    | 43%    | 7%    | 39%    | 5%     | 6%    | -               |
| Massive Caller        | 31 de mayo del 2021   | 43.3%  | 3.4%  | 35.0%  | 6.2%   | 5.4%  | 6.7%            |
| Demoscopia Digital    | 1 de junio del 2021   | 37.5%  | —     | 42.3%  | 5.8%   | 7.6%  | 6.8%            |
| FactoMétrica          | 1 de junio de 2021    | 44.3%  | 5.4%  | 31.6%  | 9.3%   | 9.4%  | -               |
| Poligrama             | 2 de junio de 2021    | 42.46% | -     | 34.68% | 11.44% | 4.98% | 6.43%           |
| Gii360                | 2 de junio del 2021   | 34%    | 4%    | 42%    | 3%     | 4%    | 13%             |
| PollsMX               | 2 de junio del 2021   | 37.6%  | 5.5%  | 33.6%  | 8%     | 3.9%  | -               |

## Resultados electorales

### Ayuntamientos

Distribución de los ayuntamientos de Chihuahua por partido político:
Partido Acción Nacional
Partido Revolucionario Institucional
Partido de la Revolución Democrática
Partido Verde Ecologista de México
Partido del Trabajo
Movimiento Ciudadano
Nueva Alianza
Movimiento Regeneración Nacional

|  | 35.82 % |

|  | 27.72 % |

|  | 13.75 % |

|  | 8.45 % |

|  | 2.19 % |

|  | 2.14 % |

|  | 2.00 % |

|  | 1.94 % |

|  | 1.32 % |

|  | 0.80 % |

|  | 0.58 % |

|  | 0.33 % |

|  | 97.12 % |

|  | 2.88 % |

### Sindicaturas

Distribución de las sindicaturas de Chihuahua por partido político:
Partido Acción Nacional
Partido Revolucionario Institucional
Partido de la Revolución Democrática
Partido Verde Ecologista de México
Movimiento Ciudadano
Movimiento Regeneración Nacional
Partido Encuentro Solidario

|  | 33.18 % |

|  | 28.44 % |

|  | 14.31 % |

|  | 8.21 % |

|  | 2.81 % |

|  | 2.40 % |

|  | 2.13 % |

|  | 2.09 % |

|  | 1.09 % |

|  | 1.01 % |

|  | 0.59 % |

|  | 0.08 % |

|  | 96.41 % |

|  | 3.59 % |

### Congreso del Estado de Chihuahua

Distribución de los distritos de Chihuahua por partido político:
Partido Acción Nacional
Partido Revolucionario Institucional
Movimiento Regeneración Nacional

|  | 34.77 % |

|  | 28.72 % |

|  | 12.84 % |

|  | 8.58 % |

|  | 2.75 % |

|  | 2.50 % |

|  | 1.83 % |

|  | 1.80 % |

|  | 1.13 % |

|  | 1.06 % |

|  | 0.46 % |

|  | 3.50 % |

|  | 100 % |